# جيمس أ. جونسون
جيمس أ. جونسون (بالإنجليزية: James A. Johnson)‏ هو مهندس معماري أمريكي، ولد في 10 يوليو 1865 في بريويرتون في الولايات المتحدة، وتوفي في 5 أبريل 1939 في بوفالو في الولايات المتحدة.

## معرض صور

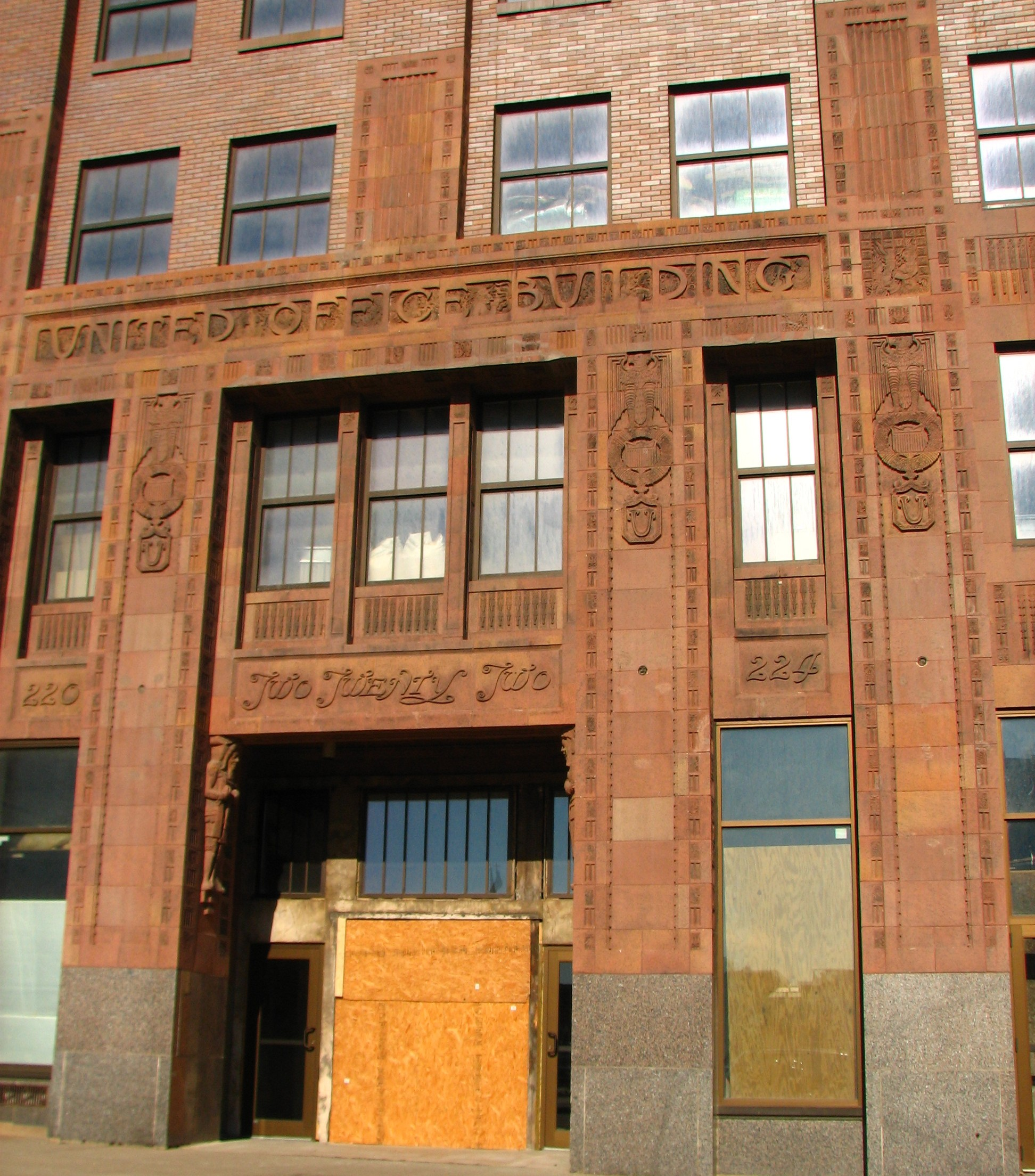
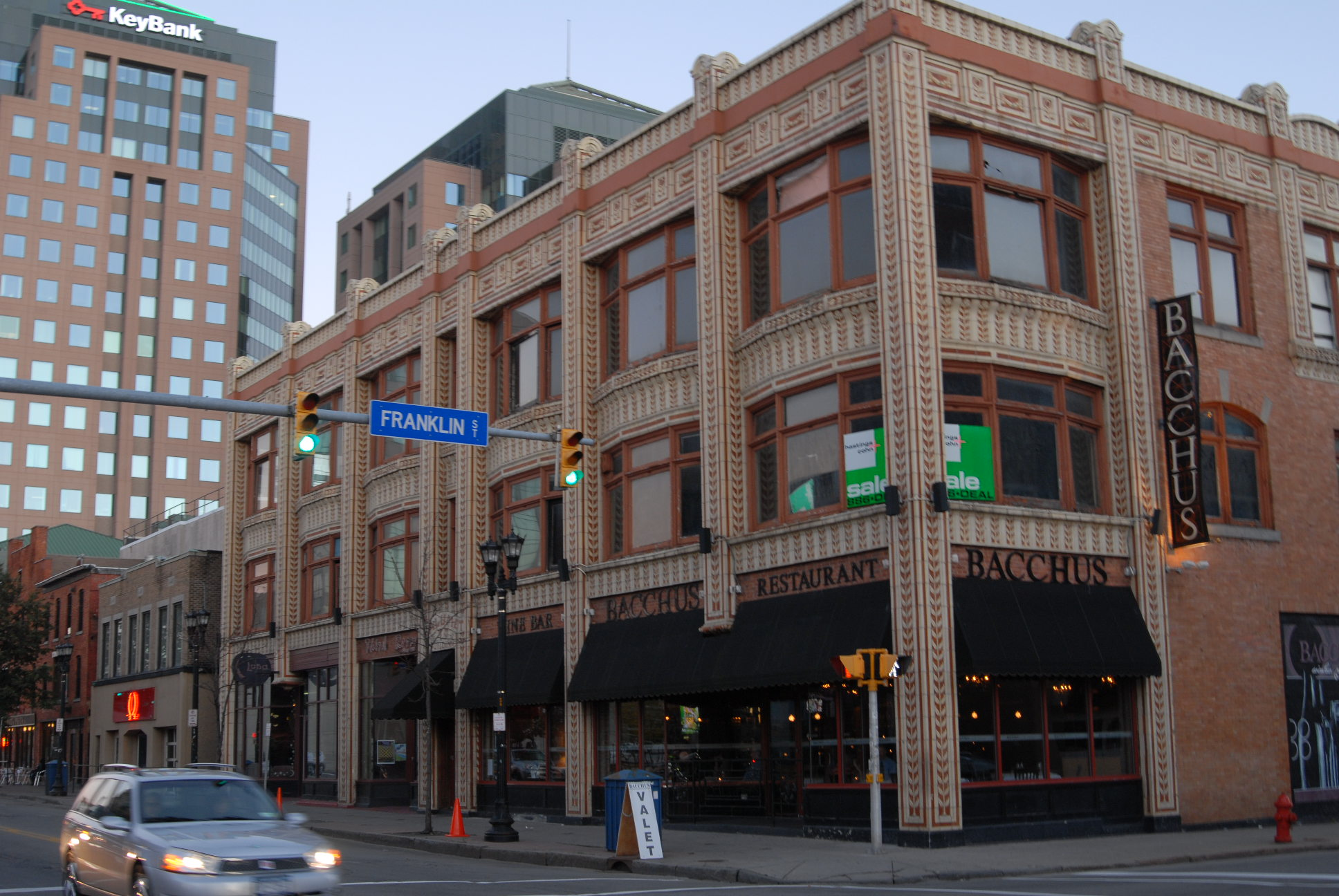
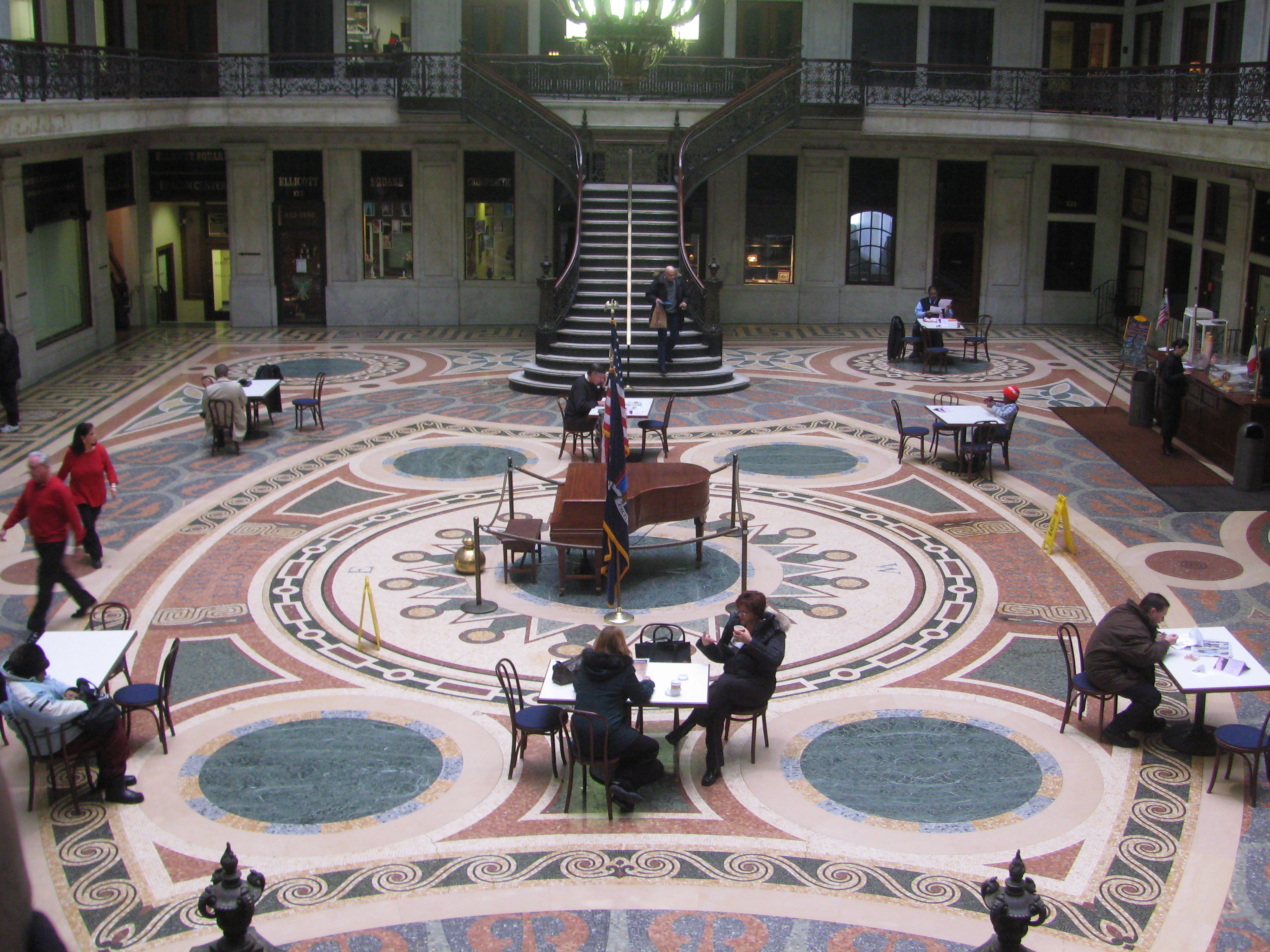
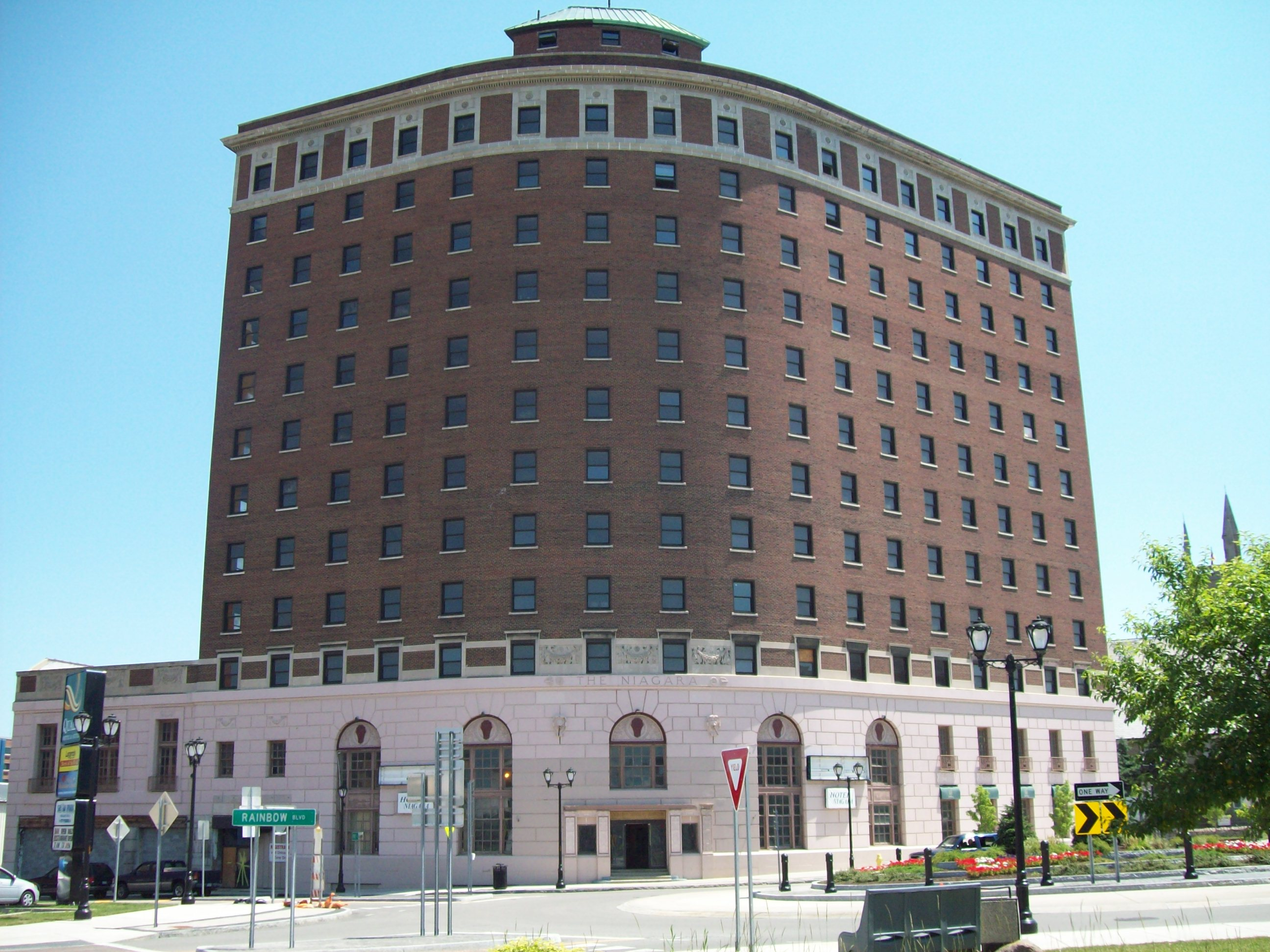